# Bryan Clark
Bryan Emmett Clark conhecido por Bryan Clark ou Bryan Clarke, (nascido em 14 de Março de 1964) é um lutador de wrestling profissional estadunidense aposentado, mais conhecido por suas passagens pela World Championship Wrestling, World Wrestling Federation e All Japan Pro Wrestling sob os nomes de ringue The Nightstalker, Adam Bomb, Wrath e seu próprio nome. Ele já foi Campeão Mundial de Duplas da WCW e da AJPW.

## Carreira na luta livre Profissional

### Início de carreira (1989-1993)
Clark fez sua estreia na luta profissional em 1989, sob o nome de ringue The Nightstalker, competindo em Minnesota na American Wrestling Association.
Quando a AWA fechou em 1991, Clark começou a competir na World Championship Wrestling. Ele substituiu o lesionado Diamond Studd no Starrcade e fez dupla com Rick Steiner, perdendo para Vader e Mr. Hughes.
Clark se juntou a Smoky Mountain Wrestling e derrotou Tracy Smothers para torna-se o segundo Campeão "Beat the Champ" da Televisão na promoção em 2 de fevereiro de 1993. Ele perdeu o título para Tim Horner seis dias depois. Ele também competiu brevemente na Herb Abrams' Universal Wrestling Federation.

### World Wrestling Federation (1993-1995)
Em maio de 1993, Clark estreou na World Wrestling Federation como Adam Bomb, o mais novo cliente de Johnny Polo. Usando verdes e luminosas lentes de contato, a gimmick de Bomb era de um sobrevivente do infame acidente nuclear de Three Mile Island, que foi ainda mais enfatizada pelo seu nome de ringue ser um trocadilho com a "bomba atómica". Sete meses após sua estreia, Harvey Wippleman substituiu Polo como gerente de Bomb, porque Polo queria se concentrar no gerenciamento dos Campeões de Duplas da WWF,  The Quebecers. O conceito e o traje de Adam Bomb foi criado e projetado por Tom Fleming.
Bomb fez sua estreia em pay-per-view, no Survivor Series, onde ele se juntou a Irwin R. Schyster, Diesel e "The Model" Rick Martel contra Razor Ramon, The 1-2-3 Kid, Marty Jannetty e "The Macho Man" Randy Savage em uma luta de eliminação. Sua equipe perdeu a partida, embora ele tenha sido o último lutador restante de sua equipe antes de ser eliminado por Jannetty.
Depois disso, ele participou do Royal Rumble de 1994, onde foi o último a entrar na luta. No entanto, ele durou menos de cinco minutos, até ser eliminado por Lex Luger. Ele também foi um dos nove lutadores que ajudaram Yokozuna a derrotar Undertaker durante uma luta de caixões. Após o Royal Rumble e uma rivalidade com Earthquake, Bomb virou face (personagem bom da história) depois que seu gerente Harvey Wippleman se voltou contra ele e ajudou seu novo cliente, Kwang a atacá-lo. Como face, ele iria atirar mísseis nucleares de borracha para a plateia enquanto caminhava para o ringue e depois que vencesse uma luta. Após rivalizar brevemente com Kwang e Bam Bam Bigelow, Bomb foi desprezado e começou a competir exclusivamente no WWF Superstars antes de deixar a promoção em agosto de 1995.

### World Championship Wrestling (1997-2001)
Em 1997, Clark voltou a WCW como Wrath no Uncensored, um artista marcial de capacete, junto com Mortis, lutou com Glacier e Ernest Miller. Os quatro personagens, conhecidos coletivamente como "Blood Runs Cold", foi a tentativa da WCW de ganhar a popularidade do jogo Mortal Kombat. A rivalidade continuou até 1998, quando Clark sofreu uma lesão. Após a recuperação, ele voltou a ação no final do ano como face (personagem bom da história), estreando um novo traje e um movimento de finalização chamado Meltdown enquanto os Blood Runs Cold foram descartados. Depois de um longo período invicto, Clark rasgou seu ACL em uma luta contra Jerry Flynn no dia 15 de abril de 1999 e passou um ano se recuperando.
Clark voltou aos ringues em abril de 2000, agora usando seu nome real. Ele formou uma dupla com Brian Adams, conhecida como KroniK e ambos tornaram-se membros da The New Blood. No entanto, a KroniK trocou alianças com Millionaires Club, depois que Vince Russo os traiu e em 15 de maio de 2000, eles derrotaram Shane Douglas e The Wall para ganhar o Campeonato Mundial de Duplas da WCW que estava vago. Mais tarde, em 30 de maio, perderam o título para os membros da The New Blood, Shawn Stasiak e Chuck Palumbo. Foi concedido uma revanche ao KroniK pelo título Bash at the Beach em 9 de julho, que foi bem sucedida para recuperar o Campeonato Mundial de Duplas da WCW. KroniK em seguida entrou em rivalidade com o Natural Born Thrillers, mas mantiveram o título contra os Thrillers antes de perderem para Vampiro e The Great Muta no New Blood Rising em 13 de agosto. Após a perda do título, KroniK virou heel (personagem mal da história) depois que Vince Russo conseguiu suborná-los, a fim de tê-los para atacar Bill Goldberg, que seria demitido se perdesse uma luta. No entanto, Goldberg conseguiu superar as adversidades e vencer Clark e Adams em uma luta handicap no Halloween Havoc. KroniK continuou trabalhando como "mercenários", ajudando The Boogie Knights contra The Filthy Animals e, eventualmente, ajudou seus antigos inimigos da Natural Born Thrillers antes de virar face mais uma vez em janeiro de 2001 ao aliar-se com Ernest Miller.
KroniK foi afastado quando Clark precisou de pontos para uma ferida aberta por uma cadeirada, enquanto Adams foi hospitalizado com apendicite. Enquanto eles estavam lesionados, a WCW foi comprada pela World Wrestling Federation em março de 2001.

### Retorno a WWF, circuito independente e aposentadoria (2001-2003)
Clark e Adams voltaram a WWF no SmackDown! de 4 de setembro de 2001, atacando e recebendo um Double Chokeslam de The Undertaker. A dupla enfrentou The Brothers of Destruction no Unforgiven de 2001 em uma luta pelo Campeonato de Duplas da WCW, onde saíram derrotados. Depois de duas dark matchs e uma aparição em pay-per-view, Clark foi liberado de seu contrato, enquanto Adams começou a trabalhar para a Heartland Wrestling Association, que serviu como território de desenvolvimento da WWF.
Depois que Brian Adams foi liberado da WWF em novembro de 2001, ele e Clark reformaram a KroniK no Circuito Independente, principalmente na World Wrestling All-Stars e All Japan Pro Wrestling. Durante seu tempo na AJPW, eles derrotaram Keiji Mutoh e Taiyō Kea para ganhar o Campeonato Mundial de Duplas em 17 de julho de 2002. Mais tarde, KroniK foi separada do título devido a problemas contratuais. Eles lutaram sua última luta juntos em janeiro de 2003, perdendo para Goldberg e Keiji Mutoh. Pouco tempo depois, Adam e Clark se aposentaram devido a lesões.

## Vida pessoal
Em julho de 2016, Clark foi nomeado parte de uma ação de classe movida contra a WWE que alegou que durante seu tempo na empresa, lutadores incorridos com traumas cerebrais eram ocultados dos riscos de lesões. O processo é contestado pelo advogado Konstantine Kyros, que tem sido envolvido em uma série de outros processos contra a WWE.

## No wrestling
- Movimentos de finalização
  - Como Adam Bomb
    - Atom Smasher (Release powerbomb, por vezes ao aplicar um pumphandle)[15]
    - Neutron Bomb (Diving clothesline)[15]

  - Como Wrath / Bryan Clark
    - Death Penalty (Side slam)[16][17]
    - Meltdown (Pumphandle slam)[3]
- Movimentos secundários
  - Backhand chop[18]
  - Biel throw[18][19]
  - Chokeslam[20]
  - Elbow drop[21]
  - Diving fist drop[22]
  - Inverted atomic drop[21]
  - Inverted Boston crab[23]
  - Knee lift[19][24]
  - Leaping shoulder block,[21][22][25] por vezes, a partir da segunda corda[18][26]
  - Vários tipos de suplex
    - Belly to back[19][24]
    - Exploder[27]
    - Gutwrench[21]

  - Plancha[27]
  - Tilt-a-whirl backbreaker[18][26]
- Com Brian Adams
  - Movimentos de finalização duplos
    - High Times (Double chokeslam)[20][28]
    - Total Meltdown (Combinação de Powerbomb (Adams) e Diving clothesline (Clark))[20][28]
- Com Mortis
  - Movimentos de finalização duplos
    - Combinação de Powebomb (Wrath) e Neckbreaker (Mortis))[23][29]
- Gerentes
  - Harvey Wippleman[3]
  - James Vandenberg[11]
  - Johnny Polo[3]
  - Steven Richards[30]
- Temas de entrada
  - "War Machine" por Kiss (SMW)
  - "Love Dump" por Static-X (AJPW)

## Títulos e prêmios
- All Japan Pro Wrestling
  - World Tag Team Championship (1 vez) com Brian Adams[31]

- Pro Wrestling Illustrated
  - PWI o colocou na posição #466 entre os 500 melhores lutadores do "PWI Years" em 2003.[32]

- Smoky Mountain Wrestling
  - SMW Beat the Champ Television Championship (1 vez)[7]

- World Championship Wrestling
  - WCW World Tag Team Championship (2 vezes) com Brian Adams[33]

- Wrestling Observer Newsletter
  - Pior luta do ano (1990) vs. Sid Vicious no Clash of the Champions XIII
  - Pior luta do ano (2001) com Brian Adams vs. The Undertaker e Kane no Unforgiven
  - Pior dupla (2000, 2001) com Brian Adams